# キボウノチカラ〜オトナプリキュア'23〜
『キボウノチカラ〜オトナプリキュア'23〜』は、NHK Eテレで2023年10月7日から12月23日まで毎週土曜18時25分から18時50分（JST）に放送された、東映アニメーション・スタジオディーン共同制作のテレビアニメ作品。『プリキュアシリーズ』20周年記念施策として制作される、シリーズ初の大人向け映像作品である。

## 概要
2004年2月に放送を開始した東映アニメーション制作の『プリキュアシリーズ』が2023年にシリーズ開始20年を迎え、その記念施策の一環として同年3月14日に制作が発表され、同月21日に公式サイトとティザービジュアルが公開された。
制作の意図について、これまでシリーズのメイン視聴者層である3 - 6歳の子ども向けに作品を制作してきたが、20年という年月を経て、プリキュアと共に成長し、現在大人になった当時のファンがこれからもシリーズを楽しめ、また現在シリーズを観ている視聴者もより楽しめるような映像作品を提供するというコンセプトのもと制作することになったとしている。こうしたコンセプトもあり、本作品では2007年2月から2009年1月にかけて放送された『Yes!プリキュア5』およびその続編の『Yes!プリキュア5GoGo!』をベースとし、同作品の主人公・夢原のぞみ（キュアドリーム）を中心に彼女らが成長した姿を描くことになっている。
2023年2月から2024年1月まで放送された当時の現行シリーズ『ひろがるスカイ!プリキュア』まで、これまでのシリーズ作品は一貫して民放局である朝日放送テレビ製作・テレビ朝日系列で放送されてきたが、本作品はシリーズで初めて公共放送である日本放送協会（NHK）で放送された。NHKでの放送に決まった経緯について、シリーズ初代プロデューサーで本作品でもエグゼクティブプロデューサーとして関わる東映アニメーションの鷲尾天が経緯を説明しており、これまで『おしりたんてい』『ふしぎ駄菓子屋 銭天堂』などの東映アニメーションが制作しNHK Eテレで放送されているテレビアニメを通じてNHKと縁ができており、プリキュアの20周年で何かできないかと考えていたところにNHKから「SDGs関係で何かできませんか?」と提案があり、東映アニメーション側からも一緒に何かできないか提案、企画を持ち寄り、これまでの放送局である朝日放送テレビにも相談したうえで企画が成立したという。
また、『プリキュア5』シリーズの新作を制作することになった理由についても、鷲尾は「大人になった姿を想像できるチームを考えた。シリーズの中で最初に将来の夢を語ったチームが『5』であった。この子たちの夢が形になっていた場合、どうなっているのか?を想像してみたかった」と説明している。東映アニメーションプロデューサーの村瀬亜季は、大まかな年代設定として『5』シリーズ本編から10年くらい後を想定、年齢としても社会人になって2〜4年目をイメージしていると語る一方で、今回のストーリーについてはのぞみたちの「未来の可能性の一つ」として描いており、本作品内における設定も「未来はひとつじゃない」「選択次第で変わる」という大前提のもと、「彼女たちの固定された未来ではない」とあくまで可能性の一つに過ぎないものであることを強調している。
アニメーション制作は東映アニメーションとスタジオディーンの共同で行い、シリーズディレクターは浜名孝行、キャラクターデザインは中嶋敦子が新たに参加する一方、シリーズ構成の成田良美、音楽の佐藤直紀といったオリジナルスタッフも続投する。また、のぞみ役は三瓶由布子がオリジナルから引き続き担当、三瓶は「びっくりしました。最初、エイプリルフール?と確認したくらい信じられませんでした。大人になった姿を見て、緊張もしますし、すごく楽しみにしています」と感想を語っている。
2023年6月20日と8月19日には追加の登場キャラクターおよび声優が発表され、『5シリーズ』の夏木りん（キュアルージュ）、春日野うらら（キュアレモネード）、秋元こまち（キュアミント）、水無月かれん（キュアアクア）、美々野くるみ（ミルク/ミルキィローズ）だけでなく、2006年2月から2007年1月に放送された『ふたりはプリキュア Splash Star』の主人公、日向咲（キュアブルーム・キュアブライト）と美翔舞（キュアイーグレット・キュアウィンディ）も登場、いずれもオリジナルキャストが続投することが公表された。この他、『5シリーズ』からは妖精のココ・ナッツ・シロップ、かつての敵幹部であったブンビー、『Splash Star』の咲と舞のクラスメイトであった星野健太といった各作品のキャラクターも登場することが明かされている。
オープニングテーマはいきものがかりが担当。シリーズ20周年記念ソングとして描き下ろした楽曲「ときめき」が採用される。エンディングテーマは初期の主題歌歌手によるユニット「キュア・カルテット」が『5GoGo!』の後期エンディング以来ぶりに担当する。

## あらすじ
かつて希望のプリキュア・キュアドリームとして、仲間たちと共に強大な敵に立ち向かった夢原のぞみ。月日は流れ今では大人の女性に成長、夢であった教師になり、小学校の先生として勤務し、前向きに生徒たちと向き合う日々を過ごしていた。その頃、街の時計台には謎の異空間と共に謎の存在ベルが現れ、現実から目を背ける人々を見つめていた。
ある日、のぞみは転校することになった生徒の片桐るみの力になれず、幼なじみの夏木りんに会って弱音をこぼすも、かつてプリキュアとして活躍した日々や、大切に保管していたはずの変身アイテム・キュアモがいつの間にかなくなっていたことを話すうちに、自分を奮い立たせるため思わず「プリキュア・メタモルフォーゼ！」と変身の掛け声を唱えてしまう。
まさかの行動にりんが焦るも、偶然その場に居合わせた後輩の春日野うらら、先輩の秋元こまちと水無月かれんが掛け声を聞いてのぞみの元に集う。プリキュア5のメンバーの久々の再会を祝し、行きつけの店「カフェ＆バーTime」に向かうとそこには美々野くるみの姿もあった。期せずして集まった6人は酒を飲み交わし旧交を温めあったが、のぞみ以外の5人もそれぞれ悩みを抱えていた。一方その頃、パルミエ王国ではシロップがナッツの元を訪ね、キュアローズガーデンに生えた不思議な花タイムフラワーについて相談していた。
そうしたなか、ベルが人々の影から生み出した怪物シャドウが人々を襲い増殖する。のぞみは人々を逃がす中シャドウに捕まり、影の中の深い闇へと捕らわれそうになるが、るみとの約束を思い出したのぞみに呼応するかのようにタイムフラワーが開花、のぞみの前に蝶が現れキュアモになるとともに自分の身体も中学時代へと戻り、さらにキュアドリームへと再び変身、シャドウを撃退する。
こうして一時的に若返りながらプリキュアとして変身し、シャドウと戦うことになったのぞみたち。プリキュアとしての旧知の仲である日向咲と美翔舞とも再会し、チームプリキュアを結成して協力も得るが、それぞれ大人になった今だからこその悩みが事態に関わる事になる。

## 登場人物
ミルキィローズを含めたプリキュアの面々は再覚醒し変身する際、一時的に中学生時代の姿に戻った上で変身する。なお、咲はキュアブルームのみ、舞はキュアイーグレットにのみ変身し、『Splash Star』の後期より登場したキュアブライト(咲)およびキュアウィンディ(舞)には変身しない。

### Yes!プリキュア5 / Yes!プリキュア5GoGo!
夢原 のぞみ（ゆめはら のぞみ） / キュアドリーム
声 - 三瓶由布子
本作品の主人公であり、『5』および『GoGo!』の主人公。かつてはキュアドリームとしてパルミエ王国の救済とナイトメア／エターナルの解散に貢献した。
中学生時代から目標にしていた教師となり、プレジール学園小学校に勤務、5年1組の担任を務めている。明るく前向きな性格はそのままで、生徒に真正面から向き合っており、生徒たちからも慕われているが、壁にぶつかり悩むこともある。
中学時代の恋の相手であるココとは、彼が人間界を訪れる形で付き合いを続けていたが、立場の違いから互いに距離を感じるようになり、シロップを通して手紙のやり取りは続けていたものの、次第に会わなくなっていた。第5話で久々に再会したときには涙を浮かべている。
るみが転校を機にプロのダンサーになる夢を諦めることを知り、それを何とか叶えようと奮闘するも上手くいかず、かつてプリキュアとして奮闘した日々を回想する。結局るみは転校を余儀なくされるがのぞみの説得により未来で再会する事を誓い合う。第2話でシャドウに捕らえられるも、るみとの約束を思い出したことで、キュアローズガーデンにあるタイムフラワーが開花、目の前に現れた蝶に触れたことで再びキュアドリームへと変身した。しかし、メンバーで最も頻繁に変身した事からタイムフラワーの花弁が散る度に身体の負担が増加していくことになる。最終決戦で自らのタイムフラワーが枯死し昏睡状態に陥るが、1週間で回復し、コージからのプロポーズを受け入れる。後日、パルミエ王国でココとの結婚式を挙げたが、普段は人間界で教師を続けている。
夏木 りん（なつき りん） / キュアルージュ
声 - 竹内順子
のぞみの幼馴染。かつてはキュアルージュとしてのぞみ達と共闘した。
ジュエリーデザイナーとしてアクセサリー関係の仕事に就いているが、自分が提案した商品やプロジェクトが採用されず、のぞみに時折会っては愚痴をこぼすこともある。
かつてのフットサル経験を生かしサッカーの社会人チームの選手になっており、フットワークは華麗であるが、お化けなどのホラー物が苦手なのは相変わらずである。酒癖が悪く、お酒を飲むと絡み酒や泣き上戸になるなど人格が変わる。
大事なプレゼンの日にシャドウを目撃するが、寝坊して遅刻していたこともあり、見て見ぬふりをしてしまう。そのことをのぞみにも打ち明けられずにいたが、それに気付いたかれんに想いを吐露する。「仲間を頼って」というかれんの言葉に影響されたことで蝶が現れ、再びキュアルージュへと変身した。
春日野 うらら（かすがの うらら） / キュアレモネード
声 - 伊瀬茉莉也
のぞみとりんの1学年後輩。かつてはキュアレモネードとしてのぞみ達と共闘した。
現在も女優として芸能活動を続けており、有名演出家・滝川毬子（下記）が手掛ける舞台への出演が決まったものの、稽古で演技にダメ出しを受けてばかりいて落ち込んでいる。また、のぞみたちの中でも特に大食いであるが、舞台の為に食事制限もしている。大好きであった歌も歌わない日々が続いていた。
お酒が好きで、酒豪。
滝川から稽古を1週間休むよう言い渡され、役を降板させられると思い落ち込み、仕事が上手くいっていないことを知ったシロップに遊びに誘われ、励まされる。坂本にギターを習ったシロップと共に曲を作り、演奏している所に「ダークナイトライト」に出会い、彼女たちのチャンネルで演奏の模様が動画配信される。シャドウに立ち向かうシロップに心動かされて蝶が現れ、再びキュアレモネードへと変身する。
秋元 こまち（あきもと こまち） / キュアミント
声 - 永野愛
のぞみの1学年先輩。かつてはキュアミントとしてのぞみ達と共闘した。
小説のコンクールに入賞し作家になった傍ら、実家の和菓子店の手伝いや地域のボランティア活動に勤しんでいるが、最近は新作の小説が描けず、スランプに陥っている。
シャドウによる事件が、街の時計台を中心として起きていることに気付き、友人の山口（声 - 梅田貴公美）にさなえを紹介してもらい、街の成り立ちを聞く。その後時計台近くでシャドウと交戦するなか、街を救いたいという一心から蝶が現れ、再びキュアミントへと変身する。
水無月 かれん（みなづき かれん） / キュアアクア
声 - 前田愛
のぞみの1学年先輩で、こまちの親友。かつてキュアアクアとしてのぞみ達と共闘し、学生時代は生徒会長も兼任していた。
現在は学生時代から目標としていた医師として勤務しており、のぞみ達との飲み会でも急患に備えて飲酒を控えるなど学生時代と変わらない責任感の強い面も見せる。
リハビリを拒み心を開こうとしないナナとの接し方で悩むも、食事後に酔い潰れたくるみの言葉で自分が医師を志した原点を思い出した上でこれを糸口にナナと積極的にコミュニケーションを取るようになる。ある日の宿直中に病院内にシャドウが出現し、ナナや患者たちを守ろうしたときに蝶が現れ、再びキュアアクアへと変身する。
ミルク / 美々野 くるみ（みみの くるみ）/ ミルキィローズ
声 - 仙台エリ
『5』の途中から登場したパルミエ王国の妖精。『GoGo!』では人間態に変身出来るようになり、ミルキィローズとしての力を手に入れ、のぞみ達と共闘した。
ココとナッツのお世話役のスキルアップのため、人間界に住み、派遣の秘書として働いている。派遣先では有能ぶりを発揮し社長から信頼されているが、直接の上司からはサービス残業を強要されるというパワハラを受けており、カフェバー「Time」で健太を相手に酒を飲みながら愚痴をこぼしている。
かつてはココに憧れていたが、現在はのぞみとココの微妙な関係を応援している。かれんとの仲の良さも変わらず、かつてかれんに看病された際、すりおろしリンゴを食べさせてもらったことがきっかけで、リンゴ入りのお酒が好物になっている。
敵などを察知する能力は健在で、病院内にシャドウが出現しかれんが危機に陥ったのを察知し病院に駆けつけてミルキィローズに変身し、アクアとともにシャドウを撃退する。その後はプリキュアメンバーの中でもシャドウに関する情報収集を率先して活動している。シャドウ事件収束後、派遣先を退職し、パルミエ王国の総理大臣になるべく故郷に帰還する。
ココ / 小々田 コージ（ここだ コージ）
声 - 草尾毅
パルミエ王国の妖精。人間態は茶髪で爽やかなイケメンに変身する。
のぞみたち『プリキュア5』によって、パルミエ王国を救って貰った過去がある。現在はパルミエ王国の国王として、多忙な日々を過ごしている。
のぞみのことは現在も気にかけており、彼女が教師となってからも影ながら見守っていたが、教師とパルミエ王国の国王という立場の違いゆえに、のぞみと距離が出来てしまっていた。
くるみ（ミルク）からの知らせで、ナッツが人間界に向かおうとしたときには同行を渋るが、のぞみの危機を知ると彼女を救うために駆けつけた。その後は二人の関係を取り持とうとくるみが強引に契約したこともあり、のぞみの住んでいるマンションの隣に越してくる。
最終決戦後、昏睡を続けていたのぞみに愛の告白を行い、目覚めた彼女に「僕と結婚してください」とプロポーズして結婚した。
ナッツ / 夏（ナッツ）
声 - 入野自由
パルミエ王国の妖精で、ココの親友。人間態は金髪で色黒のイケメンに変身する。
ココと同じくパルミエ王国の国王として、多忙な日々を過ごしている。
くるみ（ミルク）から手紙を受け、タイムフラワーの謎を報告する為にココよりも先に人間界に訪れ、のぞみたちと久々に再会した。
シロップ / 甘井シロー（あまい シロー）
声 - 朴璐美
『GoGo!』から登場したキュアローズガーデンの妖精。人間態はくるみと同じく成人に成長しており、通りすがりの女性から評価されるイケメンになっている。
現在もキュアローズガーデンの世話をするほか、のぞみとココの文通を助けるなど、運び屋としての一面も見せている。相変わらずホットケーキが好物。
うららの曲を聴きながら飛んでいることもあり、彼女の影響でギターを弾くことに憧れていた。うららの仕事が上手くいっていないことを知ると、彼女の元に駆けつけ励ます為に遊びに誘う。坂本を介してギターを習い、うららと共に曲を作り、演奏していたところ「ダークナイトライト」に出会う。彼女たちのチャンネルで演奏を動画配信され、再度うららがキュアレモネードに変身するきっかけを作った。
夏木 和代（なつき かずよ）
声 - 浅野まゆみ
りんの母親。現在も花屋を経営している。
夏木 ゆう、あい（なつき ゆう、あい）
りんの弟妹。作中では登場していないが、和代曰く就活中。夢を叶えた姉のりんを尊敬している。
春日野 ミッシェル（かすがの ミッシェル）
うららの父親。フランス人。回想シーンでの登場。
春日野 平蔵（かすがの へいぞう）
うららの母方の祖父。回想シーンでの登場。
鷲雄 浩太（わしお こうた）
うららのマネージャー。作中では登場していないが、うららとの電話やシロップの発言で話題は出て来る。
秋元 まどか（あきもと まどか）
声 - 永野愛（ノンクレジット）
こまちの姉。現在は実家の老舗和菓子屋「小町」を継いでいる。
坂本（さかもと）
声 - 池田知聡
水無月家の執事。現在もかれんの世話をしている。ギターを弾くことが出来、シロップに弾き方を教える。
増子 美香（ますこ みか）
のぞみたちと同じ中学校の新聞部部長を務めていた少女。回想シーンでの登場。
パパイヤ
声 - 園部啓一
パルミエ王国の上級お世話役。ミルクの上司で「お世話役の中で1番偉い」とのこと。
ドーナツ国王
ドーナツ王国の国王。
ブンビー
声 - 高木渉
かつてのぞみ達の敵であったナイトメアの元幹部でエターナルの元新米。
かつては出世と保身のためには手段を選ばない狡猾な性格であったが、プリキュア達の人の好さや信念の強さを目の当たりにしたことで改心し、『GoGo!』最終回では自らの会社「ブンビーカンパニー」を設立していた。
本作では「BUNBEE」名義でビル管理会社の正社員として働いているが、怪人体に変身する能力は保持している。
リノベーション計画の調査のため訪れた古びた団地でシャドウに遭遇、身を潜めているところに咲と舞に出会い逃げるも囲まれるが、自分が変身して飛べることを思い出し、飛んでのぞみたちと共に脱出する。その後は「Time」でプリキュア達に大人の社会の辛さを語り、「（シャドウに関連する事件とは）金輪際関わりたくない」とも発言していたが、その後も何度もシャドウに襲われそうになるなどの憂き目にあっている。かつての敵対関係からくるみとりんとはわだかまりがあったが、ココが再び人間界に住むと聞いて、マンションの仲介を請け負った。また、誰よりも自分のことを名前で呼んでくれたキュアドリームのファンであることが判明し、終盤では町の人達に応援するよう呼びかけた。

### ふたりはプリキュア Splash Star
日向 咲（ひゅうが さき） / キュアブルーム
声 - 樹元オリエ
『Splash Star』の主人公。かつてキュアブルームおよびキュアブライトとしてダークフォールと戦い、泉の郷を守った。舞ともどものぞみたちとはプリキュアとしての旧知の仲である。
現在は両親のパン屋「PANPAKAパン」を手伝っており、時折移動販売車で舞の職場の近くになどにパンなどを売りに来ている。調理師学校時代に知り合った恋人と婚約している。
有休を取って手伝いに来た舞と古びた団地にきたものの、そこに出現したシャドウの襲撃に遭い窮地に陥るが、シロップに乗ってやってきたのぞみとくるみに救出される。その後事情を聞かされ、舞とともにのぞみたちへの協力を約束する。
結婚後は家業を継ぐことを決めていたが、訪れた別のパン屋の店主からフランスへの留学経験を聞かされたこともあり、パン作りを学ぶためパリへの留学を考え始め、両親や婚約者のこともあり悩む。それを見抜いていた舞からの支えを受け、シャドウの襲撃を受けての舞から差し伸べられた手によって勇気づけられ再びプリキュアへと覚醒、シャドウを倒すことができたとともに、悩みが吹っ切れたことから両親や婚約者に想いを伝えることができた。
美翔 舞（みしょう まい） / キュアイーグレット
声 - 榎本温子
『Splash Star』のもう一人の主人公。かつてキュアイーグレットおよびキュアウィンディとしてダークフォールと戦い、泉の郷を守った。
美術大学を卒業後、大手広告代理店「JPKエージェンシー」に就職、グラフィックデザイナーとして多忙な日々を送る。恋人がいたが、別れを切り出され、シャドウによる事件のこともあり正式に別れた。
咲が思い悩む様子を見抜いて大空の樹の前で2人だけで語らいながら咲の背中を押すように言葉をかけていたが、シャドウの襲撃を受ける。その時現れ対峙する満と薫の姿を見て、再びプリキュアになろうと咲に手を差し伸べ、再びプリキュアへと覚醒を果たす。
日向 大介（ひゅうが だいすけ）
声 - 楠見尚己
咲の父で「PANPAKAパン」の店主。娘が家業を継ぐのを機に京都の和菓子屋へ修行に出ようと考えていたが、咲の留学を認めるとともに断念しかけていたところ、こまちのツテで彼女の家である和菓子屋「小町」で修行することになった。
日向 沙織（ひゅうが さおり）
声 - 土井美加
咲の母。大介と共に店を営む。
星野 健太（ほしの けんた）
声 - 竹内順子
咲と舞の元クラスメイト。のぞみたちが行くカフェバー「Time」の店主であるが、居酒屋っぽい口調になっては優子に叱られている。咲が初恋の人で、婚約者がいることを知るとそのことを嘆き、優子に突っ込まれた。
星野 優子（ほしの ゆうこ）
声 - 城雅子
咲と舞の元クラスメイトで、咲とは共にソフトボール部に所属していた。旧姓は太田で、現在は健太の妻であり、夫との間に1子（声 - 佐藤みゆ希）をもうけている。
霧生 満（きりゅう みちる）
声 - 渕崎ゆり子
霧生 薫（きりゅう かおる）
声 - 岡村明美
かつてダークフォールの一員としてプリキュアと戦い、最終的に共闘した2人組。現在は動画配信者「ダークナイトライト」として街の情報を配信する一方でシャドウについて調査を行っている。また同じ元プリキュアの敵だと知った際、ブンビーから仲間と認識された。
ダークナイトライト
動画配信チャンネル「ダークナイトライトちゃんねる」で街の紹介などを行う2人組の動画配信者。配信時に使うアバター画像は満と薫の特徴を捉えた、猫耳が生えた女性キャラクターとなっている。のぞみのクラスの生徒の間でも話題になるなど人気を呼んでいる。
SNSのアカウントで最初にシャドウのことを言及したことから、のぞみたちはなんらかの繋がりがあると考えている。
7話にて、作曲していたうららとシロップと対面し、2人の歌の動画をチャンネルにアップする。
9話にて「Time」に姿を見せたことで正体が満と薫であることが判明する。咲と舞は当初声に聞き覚えがあったもののこの時点では気づいておらず、2人が姿を見せたことでようやく知ることになる。

### ふたりはプリキュア / ふたりはプリキュア Max Heart
美墨 なぎさ（みすみ なぎさ） / キュアブラック
声 - 本名陽子
雪城 ほのか（ゆきしろ ほのか） / キュアホワイト
声 - ゆかな
九条 ひかり（くじょう ひかり） / シャイニールミナス
声 - 田中理恵
『ふたりはプリキュア』、『ふたりはプリキュア Max Heart』の主人公たち。
巨大シャドウが戦闘中に倒れたドリームを襲撃しようとした際に現れ、巨大シャドウを退けた。
のぞみ達や咲・舞とはプリキュアとして旧知の仲である。3人共に変身後の姿のみの登場で、成人後の詳細は明かされていないが、事件収束後なぎさはアマゾン、ほのかは北極圏に調査へ向かったことが舞から言及された。
咲・舞と同様、本来変身に必要なパートナー妖精は登場していない。
雪城 さなえ（ゆきしろ さなえ）
声 - 野沢雅子
ほのかの祖母。
街に詳しいと紹介され訪ねてきたこまち・のぞみ・ココに、街が戦火で焼け野原になったものの、時計台のみ焼け残り、その鐘の音が人々の背中を押し、街の再建に繋がったという成り立ちを話した。

### 本作品のオリジナルキャラクター
ベル
声 - 日笠陽子
時計台の中に作られた異空間に現れ、そこに身を潜める謎の存在。容姿は黒い羽をもつ堕天使を思わせる女性。辛い現実から目を背ける人々、環境破壊、ごみのポイ捨てをする者、食べ物を粗末にする者、インターネット上における誹謗中傷をする者などネガティブな行為を繰り替えす人々からシャドウを生み出している。
その正体は時計台の化身で、本作の舞台となる街の守り神に相当する存在。文明の発展のために環境破壊を繰り返し、自分勝手な振る舞いを止める事なく、地球温暖化の進行により未来の世界を荒廃させる原因を作った地球人に対する復讐が目的であった。
プリキュア達に真実を語った後、巨大シャドウを生み出して彼女達を攻撃するも、暴走して現代の街を破壊しようとする巨大シャドウに困惑する。シャドウが倒された後、プリキュア達に世界を託し、白い羽をもつ本来の天使の姿に変化して未来の世界へと帰っていった。
プリキュアの存在は知っていた他、満と薫が人間ではない存在である事を見抜いている。ただし、かつてプリキュア達が戦った敵（ダークフォール、ナイトメア、エターナル）を認知している様子は描かれていない。
シャドウ
声 - 下崎紘史
ベルによって生み出された怪物。辛い現実から目を背け、未来や希望を諦めた人々の影から生み出される。肉眼では視認できるものの、スマートフォンのカメラなどには映らず、プリキュア以外の人間側から手を触れることもできない。人々を襲い取り憑き、その影から新たなシャドウを増殖させるだけでなく、取り憑かれた人を目覚めることない深い闇へと閉じ込めることもできる。ただし、人間ではない者（パルミエ王国関係者・ブンビー・満・薫など）から影を奪うことはできない。
第6話からは新型のシャドウも登場。第6話では犬型のシャドウが登場し、合体して巨大化するだけでなくベルの力でケルベロスの様な姿にも変身可能となっている。第7話では鳥型のシャドウが登場。
第10話以降はハリモグラを思わせる巨大な怪物の姿となる。創造主のベルの意に反して現代の街に侵攻し、彼女にも牙を向けた。人々の負の感情を吸収して強化していくが、最後はプリキュア達の合体攻撃と希望を取り戻した街の人々の想いの力によって倒され消滅した。
片桐 るみ（かたぎり るみ）
声 - 集貝はな
のぞみが受け持つクラスの生徒。ダンス部の所属し全国大会で優勝することを夢にしている。しかし父親（声 - 高橋研二）の事業が立ち行かなくなったことで両親が離婚、祖母の住む田舎に転居することになり、転校先の学校にはダンス部がないことから夢を諦めようとしていたところにのぞみの説得を受け、転校先でもダンス部を作る決意をし、プロのダンサーを目指し未来でのぞみと再会する事を誓い合った。
滝川 毱子（たきがわ まりこ）
声 - 鍋井まき子
世界的に著名な舞台演出家。自らの作・演出の舞台『エンジェル』の稽古において、うららの演技を見て自らが求めるレベルでは無いと厳しい評価を下し、1週間稽古を休むよう言い渡す。
後にうららを起用した理由に歌手としてステージ上で弾けた姿を見て舞台でも同じようにうらららしさを表現してほしかった事を明かしている。
秘書室長（仮名）
声 - 田所陽向
くるみの派遣先の上司にあたる人物。本名は明らかになっていない。
「秘書は会社や社長の為に働くもの」「社長より先に帰ってはならない」など旧態依然な価値観を貫いており、くるみに対しても執拗にサービス残業を押し付けたり逆らえば「他に変わりはいる」などと契約解除をちらつかせ、社長が出社する前に部下やくるみの様な派遣社員を朝早くから出社させて出迎えをさせるなど典型的なパワーハラスメントを繰り返していることからくるみには非常に嫌われている。
篠崎 ナナ（しのざき なな）
声 - 藤田茜
かれんが受け持つ患者。高校2年生。陸上部に所属し競技中に足をケガし入院するも、次の部長候補というその立場から来る責任感もあって失意のあまりリハビリを拒み医師や理学療法士などに反抗的な態度を取っていた。しかしかれんの献身的な態度とともにかつて生徒会長であったころの経験を聞かされ自分の境遇に重ね心を開くようになり、その後かれんを慕いリハビリに取り組むようになった。

## 用語
タイムフラワー
キュアローズガーデンに突如咲いた謎の花。暗い紫色の花びらに時計を模した構造を持った不気味な形状をしている。パルミエ王国では「刻を告げる花」という伝承がある。
のぞみがキュアドリームに再覚醒した際に1輪が開花。その後、他のメンバーの再覚醒に伴い順次増加し、第9話時点で8輪が開花した。しかし、変身を重ねるたびに花弁が散っていき、変身者の命を削るリスクがある。最終決戦後にのぞみのタイムフラワーが枯死し、彼女は昏睡状態となるが、のぞみが目覚めると共に新たな実が生まれており、ナッツは「本当は未来の滅びの危機を知らせる花であったのではないか」と推測している。

## スタッフ
NHKでの本放送・配信時と他各種配信サービスでの配信時でクレジット表記が一部異なるため、その箇所については各話リストも含め注記を行う。
- 原作 - 東堂いづみ[3][20]
- 企画 - 鷲尾天、西出将之、野島正宏、高橋知子、古澤圭亮、福場一義
- シリーズディレクター - 浜名孝行[3][20]
- シリーズ構成 - 成田良美[3][20]
- シナリオ監修 - 小村敏明[注 8]
- キャラクター原案 - 稲上晃、川村敏江[35][20]
- キャラクターデザイン - 中嶋敦子[3][20]
- サブキャラクターデザイン - いのうえりか、亀谷響子[注 9]
- プロップデザイン - 宮島彩[注 10]
- モンスターデザイン - 芳山優[36][注 11]
- 音楽 - 佐藤直紀[3][20]
- 美術監督・背景デザイン - 川上美穂[20]
- 色彩設計 - 安住唯[20]
- 撮影監督 - 下崎昭[20]
- 編集 - 小野寺桂子[20]
- 音響監督 - 菅原三穂[20]
- 録音 - 林奈緒美
- 音響効果 - 石野貴久、水野さやか[注 12]
- 音響制作 - タバック[注 8]
- 音楽制作担当 - 井上洸[注 13]、岩元麻里奈[注 14]、犬塚舞[注 14]、久住小百合[注 14]
- 音楽協力 - 東映アニメーション音楽出版[注 8]、マーベラス[注 8]、ライトソング音楽出版[注 8]
- 制作デスク - 松本泰業
- 制作進行 - 深谷匠、張潤隆、古塩月[注 15]
- アニメーションプロデューサー - 門貴治、中田善文
- プロデューサー - 村瀬亜季、多田香奈子、苗代憲一郎、利根里佳、大矢陽久、小浜匠
- アニメーション制作 - 東映アニメーション、スタジオディーン[3][20]
- 製作 - 2023 キボウノチカラ オトナプリキュア製作委員会[3][20]

## 主題歌
「ときめき」
いきものがかりによるオープニングテーマ。作詞・作曲は水野良樹、編曲は島田昌典。
「雫のプリキュア」
キュア・カルテットによるエンディングテーマ。作詞は只野菜摘、作曲は高木洋、編曲は馬瀬みさき。
「夢でいっぱい」
春日野うらら（伊瀬茉莉也）による第7話挿入歌。作詞は只野菜摘、作曲は間瀬公司、編曲は馬瀬みさき。

## 各話リスト
- 表中人名の★はNHK版ではエンドクレジット未記載を示す。

| 話数 | サブタイトル     | 脚本     | 絵コンテ         | 演出               | 作画監督 | 総作画監督                                                   | 本放送日       |
| ---- | ---------------- | -------- | ---------------- | ------------------ | --- | ------------------------------------------------------------ | -------------- |
| 1    | ミライノカタチ   | 成田良美 | 浜名孝行         | 山﨑茂             | 井山さら 松井晟花 杉本梨渚 村上彩香 浪上悠里 亀谷響子★ [ 注 16 ] 張昀★ 寧波麦冬映画★                                                 | 藤井まき                                                     | 2023年 10月7日 |
| 2    | ケツイノスガタ   | 成田良美 | ユキヒロマツシタ | 安東大瑛           | 芳山優 [ 注 17 ] 宮島彩 [ 注 16 ] 中島駿 中島大智 古池ゆかり 杭州薪魂動画★ 寧波麦冬映画★                                             | 工藤裕加 亀谷響子★ 福士真由美★                               | 10月14日       |
| 3    | ココロノキオク   | 赤尾でこ | ススキダトシオ   | 浅見松雄           | 浪上悠里 小野あゆ美 井山さら 海岸麻由子 袖山麻美 村上彩香★ 張昀★ 松井晟花★ 杉本海帆★                                                 | 石井明治 杉本海帆★ 藤井まき★ 亀谷響子★ [ 注 16 ]             | 10月21日       |
| 4    | マヨイノツバサ   | 村山功   | 藤原良二         | コークン           | 張昀 杉本梨渚 早乙女啓 中島大智 姚遠★ 顧金秋★ 無錫月霊動画（楊國福、朱至峰）★                                                        | 石井明治                                                     | 10月28日       |
| 5    | ノゾミノノゾミ   | 成田良美 | 藤原良二         | 田中貴大           | 浪上悠里 村上彩香 海岸麻由子 松井晟花 杉本海帆 増喜美和子★ 三橋桜子★ 澤田知世★ [ 注 16 ] 髙澤美佳★                                   | 藤井まき 工藤裕加★ 杉本海帆★ 海岸麻由子★ 松井晟花★           | 11月4日        |
| 6    | ホノオノユラギ   | 村山功   | ススキダトシオ   | 山﨑茂             | 西村元秀 宮島彩 張昀 土本佳奈 松井晟花 亀谷響子★ 廖敏惠★ 泽塔★ 芳山優★ 無錫月霊動画（楊國福、朱至峰）★                               | 亀谷響子 [ 注 16 ] 石井明治★ 杉本海帆★ 藤井まき★             | 11月11日       |
| 7    | ウレイノカジツ   | 成田良美 | 安東大瑛         | 安東大瑛 浜名孝行★ | 村上彩香 澤田知世 増喜美和子 杉本梨渚 早乙女啓 EN.Studio（廖敏惠、澤塔）★ ワンオーダー★ STUDIO MASSKET★ Animore★ 無錫月霊動画★       | 石井明治                                                     | 11月18日       |
| 8    | ワタシノマチ     | 赤尾でこ | ススキダトシオ   | 浅見松雄           | 張昀 佐藤麻里那 宮島彩 [ 注 16 ] 中島大智 温州夢卜動漫設計有限公司（徐学文、覃国慶、徐学武）★ 無錫月霊動画★ 寧波麦冬映画★ EN.Studio★ | 杉本海帆 石井明治★ 松田萌★                                   | 11月25日       |
| 9    | フタリノキズナ   | 村山功   | 小林美月         | 小林美月           | 古池ゆかり 中島駿 海岸麻由子 [ 注 16 ] 亀谷響子 松井晟花 村上彩香★ STUDIO CL★ Triple A★                                              | 藤井まき 村上彩香★ 海岸麻由子★ 亀谷響子★                     | 12月2日        |
| 10   | サイゴノヤクソク | 成田良美 | 藤原良二         | 中島駿             | 早乙女啓 杉本梨渚 松田萌 澤田知世 張昀 松井晟花★ EN.Studio★ 無錫月霊動画★ 温州夢卜動漫設計有限公司★ Revival★                         | 石井明治 松田萌★ 澤田知世★                                   | 12月9日        |
| 11   | ミライノオワリ   | 成田良美 | 飯田崇           | 中村哲治           | 古池ゆかり 張昀 芳山優 [ 注 17 ] 村上彩香 松井晟花 増喜美和子★ 杉本海帆★ 杉本梨渚★ 早乙女啓★ Triple A★ 無錫月霊動画★                 | 亀谷響子 藤井まき★ 村上彩香★ 杉本海帆★ 松井晟花★             | 12月16日       |
| 12   | キボウノチカラ   | 成田良美 | 浜名孝行         | コークン 浜名孝行★ | 澤田知世 早乙女啓 杉本梨渚 杉本海帆 油布京子 芳山優★ 海岸麻由子★ 村上彩香★ 中島大智★ 松井晟花★ 張昀★ 横屋健太★ 無錫月霊動画★         | 亀谷響子 [ 注 18 ] 澤田知世★ 杉本海帆★ 油布京子★ 海岸麻由子★ | 12月23日       |

## 放送局・配信元
| 放送期間                 | 放送時間           | 放送局    | 対象地域 | 備考                |
| ------------------------ | ------------------ | --------- | -------- | ------------------- |
| 2023年10月7日 - 12月23日 | 土曜 18:25 - 18:50 | NHK Eテレ | 日本全域 | NHKプラスで同時配信 |

| 配信開始日     | 配信時間                   | 配信サイト                                                    | 備考                        |
| -------------- | -------------------------- | ------------------------------------------------------------- | --------------------------- |
| 2023年10月7日  | 土曜 18:50 更新            | NHKプラス                                                     | 本放送終了後1週間見逃し配信 |
| 2023年10月8日  | 日曜 12:00 更新            | U-NEXT                                                        |                             |
| 2023年10月10日 | 火曜 12:00 更新            | Amazon 東映アニメチャンネル                                   |                             |
| 2023年10月13日 | 金曜 12:00 更新            | ABEMA Amazon Prime Video dアニメストア DMM TV FOD Hulu Lemino |                             |
| 2023年10月14日 | 土曜 0:00（金曜深夜） 更新 | auスマートパスプレミアム J:COMオンデマンド TELASA みるプラス  |                             |

海外ではCrunchyrollにて10月7日より、南北アメリカ・ヨーロッパ・オーストラリア・ニュージーランド・南アフリカ・CIS各国・中東・アフリカ向けに配信が行われているほか、韓国ではANIPLUSにて10月13日より放送・配信が行われている。

## 関連番組
いずれも総合テレビで放送。
うたコン
2023年11月21日19時57分 - 20時42分に放送。ゲストにいきものがかりが登場し、この番組にてオープニング主題歌「ときめき」をテレビ初披露した。
SONGS
2023年11月30日22時 - 22時45分に放送。同番組の641回目のゲストとしていきものがかりが出演したほかキュアドリームも出演、シリーズ20周年記念ソングに関する思いを語ったほか、「ときめき」を披露。また、エグゼクティブプロデューサーの鷲尾天もVTRでコメント出演した。
はやウタ
2024年4月29日4時15分 - 4時45分に放送。ゲストとしてキュア・カルテットが出演し、エンディングテーマ「雫のプリキュア」をテレビ初披露した。

## イベント
キボウノチカラ〜オトナプリキュア'23〜パネル展
2023年10月2日から3月31日まで、東京都渋谷区の渋谷スクランブルスクエア内のNHKプラスクロスSHIBUYAにて開催。10月放送開始の各番組のパネル展示イベントにて、夢原のぞみと夏木りんの全身パネルが11月24日から12月26日まで設置された。
キボウノチカラcafe 〜オトナプリキュア'23〜
2024年1月12日から3月10日までまで、東京都墨田区のBOX cafe&space 東京ソラマチ店が期間限定で本作品のテーマカフェとして出店。のぞみたち6人のキャラクターカラーをイメージしたチキンやシーフードのクリームリゾットや、咲と舞のカラーをイメージしたオープンサンドをはじめ、作中に登場する時計をイメージしたパンケーキなどのデザート、Cafe&Bar Timeに関連したドリンクなどを販売。店内ではオリジナルグッズも販売されたほか、店舗の事前予約を行った来店者に「オリジナルミニクリアファイル（全3種）」、ドリンクメニューを注文した来店者に「オリジナル紙コースター（全8種）」がそれぞれランダムで1枚プレゼントされた。
『キボウノチカラ〜オトナプリキュア'23〜』Blu-ray&DVD発売記念スペシャルトークショー
2024年3月24日に東京都江東区の東京ビッグサイトにて開催された「AnimeJapan2024」のマーベラスブースにて本作品の映像ソフトの発売を記念したトークイベントを実施。会場には夢原のぞみ（キュアドリーム）役の三瓶由布子と夏木りん（キュアルージュ）および星野健太役の竹内順子が出演した。また、同ブースでは歴代プリキュア主題歌歌手である吉武千颯、石井あみ、後本萌葉、五條真由美（23日のみ）、Machico（24日のみ）による「プリキュアシンガーミニステージ」と題したミニライブや、『ひろがるスカイ！プリキュア』の聖あげは（キュアバタフライ）役である七瀬彩夏によるステージも行われた。
キボウノチカラ〜オトナプリキュア'23〜 in namco TOKYO
2024年4月27日から6月30日まで、東京都新宿区のnamco TOKYO（東急歌舞伎町タワー3階）にて開催。本作品とコラボレーションしたオリジナル描き下ろしグッズやアルコールを含むドリンクおよびフードの販売、限定オリジナルグッズが当たるガラポンの設置などの施策が行われた。

## 関連商品

### 音楽CD
- 「うれしくて/ときめき」（ソニー・ミュージックレーベルズ〈エピックレコードジャパン〉、2023年9月13日発売、初回限定盤:ESCL-5850〜1、通常盤:ESCL-5852）
  - 『映画 プリキュアオールスターズF』主題歌「うれしくて」との両A面シングル。初回限定盤は『プリキュア』書きおろしスリーブケース仕様、『「ときめき」プリキュア20周年PV（Vocal ver.）』などを収録したBlu-rayが付属。
  - 2023年11月21日21時にこの楽曲のミュージック・ビデオ (MV) が公開された[43]。
- 「キボウノチカラ〜オトナプリキュア'23〜エンディングテーマソングシングル」（マーベラス、2023年12月6日発売、初回限定盤:MJSS-09361〜2、通常盤:MJSS-09363[56][37]）
  - エンディングテーマ「雫のプリキュア」のほか、春日野うらら（伊瀬茉莉也）が歌う「夢でいっぱい」と同楽曲のアコースティックバージョン、各楽曲のオリジナル・メロディ・カラオケを収録。初回限定盤はLPサイズジャケット仕様で映像を収録したDVDが付属。共通初回特典としてキャンバスブロマイド（スーパーアート6色印刷）が付属。
- 「キボウノチカラ〜オトナプリキュア'23〜オリジナル・サウンドトラック」（マーベラス、2024年1月10日発売、MJSA-01388〜9[57]）
  - 本作品のオリジナルサウンドトラック。初回特典としてキャンバスブロマイド（スーパーアート6色印刷）が付属。
- 「○」（ソニー・ミュージックレーベルズ〈エピックレコードジャパン〉、2023年12月13日発売、初回限定盤:ESCL-5883、通常盤:ESCL-5885[58][59][60]）
  - 「ときめき」「うれしくて」が収録されたいきものがかりのオリジナル・アルバム。

### Blu-ray Disc・DVD
発売元：マーベラス、販売元：ハピネット・メディアマーケティング。各巻4話収録。初回盤は各巻本編ディスクとキャストオーディオ座談会を収録した特典CDの2枚組、中嶋敦子描き下ろしの三方背スリーブケース、スペシャルデジパック仕様、スタッフ座談会や設定資料、成田良美書き下ろしショートノベル、キャラクター原案の川村敏江・稲上晃の描き下ろしイラストなどを収録したブックレットを始めとする各種封入特典を同梱。またBlu-ray版にはスリーブケースのイラストを使用したアクリルスタンドが初回特典として付属する。共通映像特典としてノンテロップOP・EDとPV集を収録。
| 巻数 | 発売日        | 収録話数  | Blu-ray豪華版 | DVD通常版 |
| ---- | ------------- | --------- | ------------- | --------- |
| 1    | 2024年4月24日 | 第1〜4話  | HPXR-2721     | HPBR-2721 |
| 2    | 2024年5月29日 | 第5〜8話  | HPXR-2722     | HPBR-2722 |
| 3    | 2024年6月26日 | 第9〜12話 | HPXR-2723     | HPBR-2723 |

### キャラクターグッズ
- ドンキコラボ限定商品
  - ドン・キホーテの対象店舗にて2023年12月2日よりレトロモダンをテーマにした新規描き下ろしイラスト使用のアクリルスタンド・缶バッジ・アクリルキーホルダー・きらきらステッカー、さらに2024年8月24日より、サマーウェディングをテーマにした新規描き下ろしイラスト使用のアクリルスタンド・缶バッジ・アクリルカード・ステッカーをそれぞれ販売するほか、購入者には特典ポストカードも配布される[62][63][64]。
- 『キボウノチカラ〜オトナプリキュア'23〜』アクリルスタンド
  - ブルジュラによるプリキュアとココ・ナッツ・シロップ全11種のアクリルスタンド[65]。
- プリキュア プリティストアオリジナルグッズ
  - 2024年1月2日より発売開始。描き下ろしイラスト使用のアートボード（のぞみとコージの結婚式、変身前のプリキュア8人集合の2種）、ココ・ナッツ・シロップのアクリルキーホルダー、エンドカードを使用したポストカードセットが販売される[66]。
- WEGOコラボ限定商品
  - 全国のWEGO一部店舗にて2024年3月8日、オンラインストアにて3月1日よりそれぞれ発売開始[注 23]。描き下ろしイラスト使用のプリントスウェット、カーディガン、ロングスリーブシャツ、ショルダーバッグ、アクリルスタンドが販売される。また、心斎橋店、池袋P‘パルコ店では本作品の特大パネルの展示も実施する[67]。